# Lois anti-métissage
Les lois anti-métissage sont des réglementations qui appliquent la ségrégation raciale dans la sphère du mariage et des relations intimes en criminalisant les mariages « interraciaux » (en), voire les rapports sexuels entre des représentants de « races » différentes.
Plusieurs pays ont appliqué des lois interdisant le mariage interracial : le Troisième Reich, dans le cadre des lois de Nuremberg en 1935, ainsi que l'Afrique du Sud sous le régime de l'apartheid à partir de 1948.
Aux États-Unis, les premières lois contre le métissage datent de la fin du XVIIe siècle dans plusieurs colonies et se sont propagées à de nombreux autres États et territoires en Amérique du Nord ; ces lois sont restées en vigueur jusqu'en 1967. Après la Seconde Guerre mondiale, les abrogations se multiplient dans les États, jusqu'à l'arrêt Loving v. Virginia de 1967, qui déclare inconstitutionnelle l'interdiction du mariage interracial,.

## Amériques

### États-Unis
La première loi anti-métissage est votée par l'Assemblée générale du Maryland en 1691 : elle interdit le mariage interracial. Dans un discours à Charleston en 1858, Abraham Lincoln, bien qu'opposé à l'esclavage, a déclaré :
Je ne suis pas, ni n'ai jamais été, en faveur de faire des électeurs ou des jurés des nègres, ni de les qualifier pour occuper un poste, ni de les laisser épouser des blancs.
 À la fin des années 1880, 38 États des États-Unis possèdent des réglementations contre le métissage. En 1924, cette interdiction reste en vigueur dans 29 États. Même si le mariage interracial était légal en Californie depuis 1948, l'acteur Sammy Davis, Jr. a essuyé de vives critiques en 1957 à cause de sa relation avec une actrice blanche. Pour se protéger des violences, il contracte un mariage blanc avec Loray White, une danseuse noire, le 10 janvier 1958 à Las Vegas. Le mariage est dissous le 23 avril 1959.
Le 11 juillet 1958, le shérif du comté de Caroline (Virginie), R. Garnett Brooks, et ses deux adjoints arrêtent Mildred et Richard Loving à leur domicile de Central Point (en) pour violation et contournement illégal du Racial Integrity Act de 1924 car le couple métis s'était marié le 2 juin 1958 à Washington — où il n'existe pas de loi équivalente — avant de revenir vivre en Virginie,. Les époux Loving saisissent la Cour suprême des États-Unis (Cour Warren (en)) qui, dans l'arrêt historique Loving v. Virginia de 1967 abolit et déclare anticonstitutionnelles toutes les lois contre les mariages interraciaux et anti-métissage.

## Europe

### Allemagne nazie
Les États-Unis étaient pionniers en matière de codification du racisme et leurs législations fascinaient certains Allemands. Le Manuel national socialiste du droit et de la législation, paru en 1943-1945, contient de longs développements sur le système légal de ségrégation aux États-Unis, qui inspire diverses préconisations appliquées au Troisième Reich. Le Troisième Reich a instauré des règles discriminatoires contre les Juifs, les Roms et les Noirs. Les nazis justifiaient les persécutions contre les Juifs en prétendant qu'ils produisaient un effet négatif sur le Troisième Reich. Pour échapper aux persécutions, les gens devaient présenter une preuve qu'ils étaient de race aryenne et produire un certificat d'aryanité.

## Afrique

### Afrique orientale allemande
Le 17 mars 1906, le gouverneur de l'Afrique orientale allemande, Gustav Adolf von Götzen, ordonne aux bureaux d'état-civil de la colonie de ne pas célébrer de mariage interracial tant qu'il n'y a pas donné explicitement son accord personnel.

### Afrique du Sud
En Afrique du Sud, les plus anciennes interdictions de mariages interraciaux remontent à l'époque de la Compagnie néerlandaise des Indes orientales, en 1685, quand le Haut Commissaire Hendrik van Rheede interdit les mariages entre les colons européens et les heelslag ou les femmes esclaves non métisses (c'est-à-dire celles dont les ancêtres sont uniquement des Asiatiques ou des Africains). Néanmoins, ces règles ne sont jamais entrées en vigueur.
En 1927, le gouvernement vote une loi interdisant le mariage entre les Noirs et les Blancs (mais rien n'interdit l'union entre les Blancs et les personnes « de couleur »). En 1936, une loi propose d'interdire le mariage entre les Blancs et les Coloured mais sans succès.
En 1949, sous l'apartheid, la loi Prohibition of Mixed Marriages Act interdit les mariages entre les Blancs et toute personne catégorisée non-blanche. Le Population Registration Act de 1950 offre le cadre permettant de catégoriser et de séparer la population d'Afrique du Sud selon plusieurs « races ». En effet, cette réglementation prévoit que toute personne vivant sur le territoire sera catégorisée comme blanche, coloured, ou native (qui, plus tard, est renommé « Bantou »). En 1969, les Indiens sont catégorisés comme « Asiatiques ». La même année, le Immorality Act est voté et interdit toute relation charnelle entre les Blancs et les non-Blancs. Cette réglementation constitue le développement d'une loi de 1927 qui interdisait toute relation sexuelle entre les Blancs et les Noirs. Ces deux législations sont abrogées en 1985 dans le cadre des réformes entreprises par Pieter Willem Botha.

### Sud-Ouest africain allemand
En octobre 1905, le gouverneur du Sud-Ouest africain allemand, Friedrich von Lindequist, ordonne aux administrateurs de district (Bezirksamtmänner (de)), qui font office d'officiers d'état civil, de ne plus célébrer de mariages interraciaux, au motif que « de telles unions ne préservent pas la race, mais l'avilissent ». En 1907, une décision de la Haute Cour de Windhuk invalide également les mariages interraciaux célébrés dans la colonie avant 1905. Dans son verdict, la cour déclare : « Toute personne dont l'ascendance peut être attribuée à des indigènes, soit paternellement, soit maternellement, doit être considérée et traitée comme un indigène ». De ce fait, beaucoup de personnes qui se considéraient et étaient considérés jusque-là comme des Allemands blancs, se retrouvent désormais traités comme des indigènes.

## Asie

### Chine
Des lois et des politiques décourageant le métissage ont été publiées sous diverses dynasties, notamment un décret datant de 836 après J.-C. interdisant aux Chinois d'avoir des relations avec d'autres peuples et nations tels que les Iraniens, les Arabes, les Indiens, les Malais, les Sumatranais, etc.

### Inde
Après les événements de la rébellion indienne de 1857, plusieurs lois anti-métissages ont été adoptées par le gouvernement colonial britannique.
Bien qu'il n'y ait pas de dispositions spécifiques dans la Constitution indienne concernant l'exogamie ou la liberté d'épouser une personne d'une "race", "ethnie", "caste" différente, l'article 21 de la constitution indienne, qui est un droit fondamental, est largement considéré comme offrant cette liberté car elle relève de la "liberté personnelle", que la Constitution garantit de protéger.

## Océanie

### Samoa allemandes
Le 17 janvier 1912, le secrétaire d'État aux Colonies du Reich et ancien gouverneur des Samoa allemandes, Wilhelm Solf, prend un arrêté relatif à la colonie, dans lequel on peut lire : 

« 1. Les mariages entre allochtones et autochtones ne seront plus célébrés.
2. Les descendants des mariages mixtes autrefois considérés comme légitimes sont Blancs.
3. Les métis issus de relations illégitimes, tant qu'ils sont inscrits sur la liste des métis actuellement tenue, doivent être considérés comme des Blancs. La liste doit être révisée et ceux qui en sont indignes doivent être supprimés.
4. Les métis nés après l'annonce de ces principes sont indigènes. »

L'arrêté suscite une importante controverse au Reichstag, où il est contesté par le Centre et les Sociaux-démocrates. Solf le défend en disant qu'il va dans l'intérêt des populations colonisées : « Les indigènes des Samoa applaudiront cette interdiction. Chez les Samoans, la population féminine est malheureusement nettement inférieure à celle des hommes, et presque toutes les tentatives des hommes blancs d'épouser des femmes autochtones peuvent facilement conduire à des situations incommodantes entre les clans autochtones et les Blancs ».